# Helmut Lüdtke
Helmut Lüdtke (Osnabrück, Baixa Saxònia, 26 de novembre de 1926 – Kiel, Slesvig-Holstein, 27 d'abril de 2010) fou un lingüísta, lusitanista i romanista alemany.

## Vida
Helmut Lüdtke estudià romanística i lingüística general a les universitats de Colònia i Bonn (amb Heinrich Lausberg) i portuguès a la de Lisboa, amb Luís F. Lindley Cintra. Es doctorà el 1952 a la Universitat de Bonn sota la direcció de Heinrich Lausberg amb una tesi sobre l'evolució del vocalisme romànic (Der lateinisch-romanische Vokalismus in struktureller Schau; publicada el 1956 amb el títol Die strukturelle Entwicklung des romanischen Vokalismus). Fou durant uns anys (1952-56) lector a la Universitat de Venècia, lloc des d'on aprofità per estudiar dialectologia italiana sobre el terreny. La tesi d'habilitació la presentà a Basilea el 1963 amb un tema de dialectologia italiana; els dialectes de la Lucània: Die Mundarten Lukaniens. Fou professor a la Universitat de Basilea i col·laborà en la redacció del Französisches Etymologisches Wörterbuch (FEW) de Walther von Wartburg i en el projecte, no reeixit, de reelaboració del REW. El 1965 fou nomenat professor a la Universitat de Friburg de Brisgòvia, el 1969 a la Universitat Politècnica de Berlín i, finalment, el 1976 passà a la Universitat de Kiel on restà fins a la jubilació el 1992.

Romanista de formació clàssica, s'interessà per les noves tendències de la lingüística i per aspectes teòrics del canvi lingüístic. És un manual clàssic de la romanística la seva història del lèxic romànic (Geschichte des romanischen Wortschatzes o Historia del léxico románico). El seu interès per les llengües romàniques el convertí en parlant actiu de moltes d'elles i també d'altres llengües no romàniques; es diu que en parlava una vintena. Dedicà també una atenció al català, amb la participació en els col·loquis de catalanística de l'AILLC des del primer col·loqui a Estrasburg. Publicà també molts articles, en congressos i revistes, dedicats a les llengües romàniques i al llatí, i a aspectes teòrics sobre el canvi lingüístic.

Fou nomenat membre corresponent de la Secció Filològica de l'Institut d'Estudis Catalans (2000). Fou doctor honoris causa per la Universitat de Potsdam (2002).

## Obra
- Il sistema consonantico del sardo logudorese, Lovaina, 1953
- Die Strukturelle Entwicklung des romanischen Vokalismus, 1956
- Geschichte des romanischen Wortschatzes, Friburg, 1968 (traduïda al castellà, Historia del léxico románico, Madrid, Gredos, 1974)
- "La description algorithmique de la flexion verbale du catalan", Actes del Tercer Col·loqui Internacional de Llengua i Literatura Catalanes, Tübingen, 1976, p. 81-91 (participació en el col·loqui de Cambridge de l'AILLC)
- I dialetti della Lucania, Pisa, 1979
- Die Alphabetschrift und das Problem der Lautsegmentierung, 1969
- Auf dem Weg zu einer Theorie des Sprachwandels, 1980
- Sprachgeographische Variation und Sprachverschriftung, 1980
- (Editor), Kommunikationstheoretische Grundlagen des Sprachwandels, Berlin, De Gruyter, 1980
- "Entre llatí i romànic: amb especial consideració del català" (participació en el col·loqui de l'AILLC a Frankfurt, 1994)
- (Editor, amb Jürgen Schmidt-Radefeld), Linguistica contrastiva. Deutsch versus Portugiesisch, Spanisch, Französisch, Tübingen, 1996
- El cambio lingüístico, Bellaterra, Universitat Autònoma, 1998
- Der Ursprung der romanischen Sprachen. Eine Geschichte der sprachlichen Kommunikation, Kiel, 2005 (2a edició augmentada, Kiel, 2009)